# Rebecca Zimmerman
Rebecca Zimmerman (13 de agosto de 1990) es una deportista canadiense que compitió en remo. Ganó dos medallas de plata en el Campeonato Mundial de Remo, en los años 2017 y 2018.

## Palmarés internacional
| Campeonato Mundial | Campeonato Mundial        | Campeonato Mundial | Campeonato Mundial |
| Año                | Lugar                     | Medalla            | Prueba             |
| ------------------ | ------------------------- | ------------------ | ------------------ |
| 2017               | Sarasota (Estados Unidos) | Medalla de plata   | Ocho con timonel   |
| 2018               | Plovdiv (Bulgaria)        | Medalla de plata   | Ocho con timonel   |